# Liangxi
Liangxi (chinesisch 梁溪区, Pinyin Liángxī Qū) ist ein Stadtbezirk der bezirksfreien Stadt Wuxi in der südchinesischen Provinz Jiangsu. Der Kreis hatte zu Ende des Jahres 2016 eine ansässige Bevölkerung von 950.000 Einwohnern und eine Fläche von 71,5 km². Er stellt das eigentliche Stadtzentrum von Wuxi dar und wurde am 20. Februar 2016 aus den drei Bezirken Chong’an, Nanchang und Beitang geformt.

## Wirtschaft
Das Bruttoinlandsprodukt von Liangxi betrug im Jahre 2017 116,5 Milliarden Yuan, die zu 84,5 % im Dienstleistungssektor erwirtschaftet wurden.
Der nächstgelegene Flughafen ist der Flughafen Wuxi, der in 20 Minuten auf der Straße erreicht werden kann. Die Linien 1 und 2 der U-Bahn Wuxi führen durch das Gebiet von Liangxi, per 2018 gab es 18 U-Bahn-Stationen.

## Administrative Gliederung
Liangxi setzt sich per 2018 auf der Gemeindeebene aus 16 Straßenvierteln zusammen. Diese heißen Chong’an Si (崇安寺街道), Tongjiang (通江街道), Guangrui Lu (广瑞路街道), Shangmadun (上马墩街道), Jianghai (江海街道), Guangyi (广益街道), Yinglong Qiao (迎龙桥街道), Nanchan Si (南禅寺街道), Qingming Qiao (清名桥街道), Jinxing (金星街道), Jinkui (金匮街道), Yangming (扬名街道), Huangxiang (黄巷街道), Shanbei (山北街道), Beida Jie (北大街街道) und Huishan (惠山街道).
Der Regierungssitz des Stadtbezirkes befindet sich im Straßenviertel Chong’an Si.
Auf Dorfebene unterteilen sich obengenannte Verwaltungseinheiten in 156 Einwohnergemeinschaften.

## Kultur
Im Stadtbezirk Liangxi befinden sich 133 unter Denkmalschutz stehende Orte, darunter 12 auf nationaler Ebene geschützte Denkmäler wie die Donglin-Akademie.